# Siebeneichen (Salzwedel)
Siebeneichen ist eine Siedlung der Hansestadt Salzwedel im Altmarkkreis Salzwedel in Sachsen-Anhalt.

## Geographie
Die Siedlung liegt im Südosten der Stadt. Sie wird im Norden von der Bundesstraße 190 gequert und im Südwesten von der B 71 begrenzt.

## Geschichte
Die Siedlung entstand als Kleinsiedlungsgebiet in den 1930er-Jahren. Es ist heute überwiegend durch Einfamilienhäuser geprägt und entstand möglicherweise auf Initiative von Karl Gaedke, der das Siedlungswesen um Salzwedel förderte. Es ist anzunehmen, dass das historische Siebeneichen Namensgeber für die Siedlung war. In einer Urkunde aus dem Jahre 1509 heißt es, dass Hans Frese zu einem Klausner (wörtlich: „klusener“) in der Klause vor der Stadt bei den Sieben Eichen (Seuen Eken) vom Rat der Altstadt Salzwedel angenommen wurde. 1593 liegen im Perver-Feld 14 Hufen, davon 4 Hufen auf Siebeneichen. Peter P. Rohrlach schreibt dazu: „Es handelt sich wohl nur um eine kurzzeitig bekannte einzelne Örtlichkeit.“
An der Arendseer Straße befindet sich die 1995 errichtete Neuapostolische Kirche Salzwedel.
Bekannte Vereine vor Ort sind der Freizeit & Sport Siebeneichen e. V. und die Siedlergemeinschaft Salzwedel-Siebeneichen Siedlerbund e. V. Die Eigenheim-Gemeinschaft gibt den Siebeneichenfelder Kurier heraus.